# Masakra w areszcie w Nadwórnej
Masakra w areszcie w Nadwórnej – mord na więźniach przetrzymywanych w areszcie w Nadwórnej dokonany przez funkcjonariuszy NKWD pod koniec czerwca 1941 roku. Ofiarą zbrodni padło około 80 osób. Była to jedna z wielu tzw. masakr więziennych, dokonanych przez NKWD po rozpoczęciu niemieckiej inwazji na ZSRR.

## Przebieg wydarzeń
22 czerwca 1941 roku nazistowskie Niemcy dokonały inwazji na Związek Radziecki. Pierwsze tygodnie wojny miały bardzo pomyślny przebieg dla strony niemieckiej. Dywizjom Wehrmachtu udało się bowiem rozbić wojska nadgranicznych okręgów wojskowych ZSRR, a następnie wedrzeć się w głąb sowieckiego terytorium. Wobec szybkich postępów niemieckiej ofensywy NKWD przystąpiło do likwidacji więźniów politycznych przetrzymywanych w strefie działań wojennych. Latem 1941 roku w więzieniach i aresztach na okupowanych Kresach Wschodnich II Rzeczypospolitej zamordowano od 20 tys. do 30 tys. osób.
Jednym z kresowych miast, w których dokonano masowego mordu na więźniach była Nadwórna. Sowieckie archiwa milczą na temat liczby więźniów przetrzymywanych w tamtejszym areszcie, a także ich losów po rozpoczęciu niemieckiej inwazji. Z relacji świadków wynika natomiast, że NKWD zamordowało w Nadwórnej około 80 więźniów. Masowy grób kryjący zwłoki ofiar tej masakry odkryto w lipcu 1941 roku nad brzegiem Bystrzycy Nadwórniańskiej. Krzysztof Popiński podaje, że więźniów wyprowadzono z aresztu i zamordowano w tym samym miejscu, w którym zostali pogrzebani. Jerzy Węgierski sugeruje natomiast, że enkawudziści zamordowali swoje ofiary na terenie aresztu, a następnie przewieźli zwłoki nad brzeg rzeki i tam zakopali.
Wśród odnalezionych zwłok znajdowały się ciała kobiet, a nawet dzieci. Polskie źródła podają, że co najmniej część ofiar zamordowano przy użyciu tępych narzędzi – młotów i kolb karabinowych.